# Włodzimierz Ciołek
Włodzimierz Ciołek (* 24. März 1956 in Wałbrzych) ist ein ehemaliger polnischer Fußballspieler.

## Vereinskarriere
Seine Profikarriere startete Włodzimierz Ciołek 1977 beim polnischen Klub Górnik Wałbrzych. 1978 wechselte er zum Ligakonkurrenten FKS Stal Mielec. Hier spielte er fünf Saisons lang, bevor er 1983 zu Górnik Wałbrzych zurückkehrte. Von 1987 bis 1990 ließ er seine Karriere in der Schweiz beim FC Grenchen ausklingen. In seiner gesamten Profikarriere gewann er keinen einzigen Titel.

## Nationalmannschaft
Er bestritt insgesamt 29 Spiele für Polen.
Ciołek debütierte am 11. Oktober 1978 in Bukarest gegen Rumänien (0:1) und absolvierte sein letztes Spiel für Polen am 4. September 1985 in Brno gegen Tschechoslowakei (1:2). Mit der Polnischen Fußballnationalmannschaft nahm er an der WM 1982 in Spanien teil. Hier errang Polen einen beachtlichen dritten Platz.

## Erfolge
- Polnischer Torschützenkönig (1984)
- WM-Dritter (1982)
- WM-Teilnahme (1982)

| Personendaten    | Personendaten             |
| ---------------- | ------------------------- |
| NAME             | Ciołek, Włodzimierz       |
| KURZBESCHREIBUNG | polnischer Fußballspieler |
| GEBURTSDATUM     | 24. März 1956             |
| GEBURTSORT       | Wałbrzych, Polen          |